# Bagyal József
Bagyal József (Serényfalva, 1938. július 12. – Kazincbarcika, 2021. február 17.) nyugállományú alezredes, a Hadirokkantak, Hadiözvegyek és Hadiárvák Országos Nemzeti Szövetségének (HONSZ) elnökhelyettese, területi elnöke, költő.

## Élete
Gyermekkorát a Borsod-Abaúj-Zemplén megyei Serényfalván töltötte. Munkáscsaládból származik, ahol a szülők hét fiúgyermeket (Béla, István, Ferenc, Péter, József, László, Tibor) neveltek. Édesapja téglakihordóként dolgozott, akit 1938-tól többször behívták katonai szolgálatra. A második világháború után az apa 1947-ben tért haza a Szovjetunióból.
Az általános iskola után az ózdi 102. sz. Ipari Szakképző Intézetben végzett géplakatosként.
1992-ben civilszervezetként a közreműködésével alakult meg a Hadirokkantak, Hadiözvegyek és Hadiárvák Országos Nemzeti Szövetsége (HONSZ) kazincbarcikai alapszervezete. A HONSZ országos elnöke volt 2007 és 2012 között. Több, mint 50 évig élt Kazincbarcikán.

## Munkássága

### Verseskötetek
- Könny és szenvedés (Kazincbarcika, 2005) ISBN 963-229-068-2[4]
- Kazincbarcika befejezetlen története. Ezerkilencszázötvennégytől (78 oldal; a szerző kiadása, illusztrálta: Mezey István, Kazincbarcika, 2009)
- Őszi idők. Ibolyanyílástól lombhullásig (2011)
- A szívem Kazincbarcika. Itt élek ötven éve, 1963–2013; Bagyal József, Kazincbarcika, 2014

## Elismerései
- Haza Szolgálatáért Érdemérem ezüst és arany fokozata[1]
- Kazincbarcika Város Képviselő-testületének „Elismerő Plakettje” (2014. augusztus 20.)[5]
- Kazincbarcika Város Képviselő-testületének „Pro Urbe Kazincbarcika” kitüntető díja (2019. augusztus 20.)[6]